# Antillattus
Genre
Antillattus est un genre d'araignées aranéomorphes de la famille des Salticidae.

## Distribution
Les espèces de ce genre sont endémiques des Antilles. Elles se rencontrent à Hispaniola et à Cuba

## Liste des espèces
Selon World Spider Catalog (version 18.0, 06/03/2017) :
- Antillattus applanatus Zhang & Maddison, 2012
- Antillattus cambridgei (Bryant, 1943)
- Antillattus cubensis (Franganillo, 1935)
- Antillattus darlingtoni (Bryant, 1943)
- Antillattus electus (Bryant, 1943)
- Antillattus gracilis Bryant, 1943
- Antillattus keyserlingi (Bryant, 1940)
- Antillattus mandibulatus (Bryant, 1940)
- Antillattus maxillosus (Bryant, 1943)
- Antillattus montanus (Bryant, 1943)
- Antillattus peckhami (Bryant, 1943)
- Antillattus placidus Bryant, 1943
- Antillattus scutiformis Zhang & Maddison, 2015

## Publication originale
- Bryant, 1943 : The salticid spiders of Hispaniola. Bulletin of the Museum of. Comparative Zoology, vol. 92, no 9, p. 445-529 (texte intégral).